# Distrito de Huata (Huaylas)
Huata es un distrito (municipio) situado en la provincia peruana de Huaylas, ubicada en el departamento de Áncash. Según el censo de 2017, tiene una población de 1344 habitantes.

## Toponimia
El origen del término pudiera haberse derivado de la voz quechua dialectal wata, que tiene los dos significados siguientes, aceptables en el contexto social geográfico del distrito de Huata:
1. Año[2]
2. Pita, cordel, soga o algo que se usa para amarrar cosas o animales.[3]

## Historia
El distrito fue creado mediante Ley del 2 de enero de 1857, en el gobierno del Presidente Ramón Castilla.

## Capital
Su capital es el poblado de Huata.

## Autoridades

### Municipales
- 2019-2022
  - Javier Jali Morales Mejía

- 2011-2014[4]
  - Alcalde: Eusebio Aniceto Sánchez Sánchez, del Movimiento indepenciente regional Río Santa Caudaloso (MIRRSC).
  - Regidores:  Fabián Adolfo Ramos Pari (Movimiento Acción Nacionalista Peruano), Jerónimo Walther Terry Guerrero (MIRRSC), Sixto Maximiliano Ángeles Muñoz (MIRRSC), Yesica Juliana Coraje Guerrero (MIRRSC), Elena Luz Sáenz Coraje (Alianza para el Progreso).
- 2007-2010: 
  - Alcalde: Miguel Abilio Terry Guerrero.

## Festividades
En honor a la Virgen de Asunción, en el mes de agosto.